# Саут-Платт (река)
Са́ут-Платт (англ. South Platte River) — река в штатах Колорадо и Небраска, США. Наряду с рекой Норт-Платт является одной из двух составляющих реки Платт, которая несёт свои воды в реку Миссури. Длина — 707 км.
Берёт начало в округе Парк штата Колорадо, к юго-западу от Денвера, в долине Саут-Парк. Образуется при слиянии верховий Саут-Форк и Мидл-Форк в 24 км к юго-востоку от города Фэйрплей. Оба этих верховья стекают с восточных склонов горного хребта Москито. К югу от долины Саут-Парк река протекает через каньон Платт, длина которого составляет 80 км. Здесь река принимает приток Норт-Форк, прежде чем спуститься с предгорий к юго-западу от города Литлтон. В Литлтоне река образует водохранилище Чатфилд — важный источник питьевой воды для агломерации Денвера. Протекает через центр Денвера, где принимает приток Черри-Крик. На северной оконечности Денвера принимает приток Клир-Крик. Течёт на север, протекая через города Торнтон, Брайтон и Форт-Лаптон. Принимает притоки Литл-Томпсон, Биг-Томпсон и Каш-ла-Пудр, ниже которых резко поворачивает на восток. Течёт через города Форт-Морган и Браш, поворачивает к северо-востоку, протекает через города Стерлинг и Джулесбург, где пересекает границу со штатом Небраска. В нижнем течении течёт параллельно реке Норт-Платт, сливаясь с ней у города Норт-Платт и образуя при этом реку, известную просто как Платт. Высота устья — 1952 м над уровнем моря.